# Ducato di Pavia
Il Ducato di Pavia fu un ducato longobardo il cui territorio comprendeva il Pavese e la capitale Pavia, la Lomellina, il Tortonese, il Novese, l'Ovadese, l'Oltrepò Pavese, la Val Tidone, Bobbio ed il suo territorio. Pavia era contemporaneamente capitale del Regno Longobardo fino al 774, quando fu conquistata dai Franchi dopo un assedio durato 9 mesi.
Pavia divenne longobarda nel 572 allorché Alboino piegò la resistenza tra violenze e devastazioni, ma non venne immediatamente eretta a capitale: gli venne preferita Verona nel medesimo anno, e la morte di Alboino fece riunire tutti i 35 duchi longobardi proprio a Pavia per l'elezione di Clefi a nuovo re.
I ducati, all'epoca, erano strettamente connessi ai comandanti (duces, che guidavano le farae, gruppi militari familiari) che si stanziavano sul territorio prevalentemente nelle vecchie città fortificate romane, è verosimile quindi supporre che il ducato di Pavia abbia avuto origine proprio nel 572 ed abbia avuto come primo duca Zabano, che aveva partecipato all'invasione d'Italia con Alboino. In seguito ne fu duca il condottiero e comandante dell'esercito reale Sundrarit.

### Fonti primarie
- Paolo Diacono, Historia Langobardorum (Storia dei Longobardi, Lorenzo Valla/Mondadori, Milano 1992).

### Fonti secondarie
- Stefano Gasparri, I duchi longobardi, Roma, Università La Sapienza, 1978.
- Stefano Gasparri, Pavia longobarda, in Storia di Pavia, II. L’alto medioevo, Pavia, 1987, pp. 19-67.
- Stefano Gasparri, La cultura tradizionale dei Longobardi. Struttura tribale e resistenze pagane, Spoleto, Edizioni Centro italiano di studi sull'alto medioevo, 1983, ISBN 88-7988-355-0.
- Stefano Gasparri, Italia longobarda, Roma-Bari, Laterza, 2012, ISBN 978-88-420-9850-8.
- Jörg Jarnut, Storia dei Longobardi, traduzione di Paola Guglielmotti, Torino, Einaudi, 1995  [1982], ISBN 88-06-13658-5.
- Sergio Rovagnati, I Longobardi, Milano, Xenia, 2003, ISBN 88-7273-484-3.